# Mater et Magistra
Mater et Magistra (llatí per a «Mare i Mestra») és una encíclica escrita pel papa Joan XXIII sobre el tema del cristianisme i progrés social. Va ser promulgada el 15 de maig de 1961. El seu títol fa referència al paper de l'Església. Descriu com a necessari el treball vers l'autèntica comunitat per tal de promoure la dignitat humana, i ensenya que l'Estat ha d'intervenir a vegades en qüestions de salut, educació i habitatge.

## Context
Mater et Magistra va ser redactada en commemoració del 70è aniversari de la promulgació de l'encíclica Rerum Novarum de Lleó XIII. També fa referències a la doctrina social de Pius XI exposada a Quadragesimo Anno, i a la de Pius XII, emesa en una entrevista radiofònica l'1 de juny de 1941.
El document menciona els següents canvis que ha patit el món des de llavors:
- els avenços científics, incloent l'energia atòmica, els materials sintètics, l'automatització creixent, l'agricultura moderna, els nous mitjans de comunicació (ràdio i televisió), l'augment de la velocitat dels transports i els inicis de la conquesta de l'espai.[1]
- els nous sistemes socials com la seguretat social, les millores en l'educació bàsica, l'eliminació de les barreres de classe i una major preocupació popular pels afers socials.
- la separació cada cop major entre l'agricultura i la indústria, així com entre els diferents països.
- a l'esfera política, la caiguda del colonialisme, la independència de molts països a Àfrica i Àsia, i la tasca cada cop major de les organitzacions internacionals.[2]

El Concili del Vaticà II s'inaugurà poc més d'un any després de la promulgació de Mater et Magistra.

## Revisió del magisteri previ
Mater et Magistra comença lloant tres documents papals anteriors sobre afers socials i resum els seus punts clau:
La Rerum Novarum és lloada: "ací per primera vegada es feia una síntesi completa dels principis socials, formulada amb una visió històrica per ser un valor permanent per a la cristiandat... sent justament considerada com un compendi del magisteri social i econòmic catòlic"; "la "Carta Magna" de la reconstrucció social i econòmica, la influència de la quan no només és latent en el darrers documents de l'Església, sinó que també és discernible a la legislació posterior de molts estats" Joan XIII resumí el punts principals de la Rerum Novarum com el treball, la propietat privada, el paper de l'estat, el dret d'associació i la solidaritat humana.
Resumí el missatge principal de Quadragesimo Anno en dos punts claus:
- la caritat, no autointeressada, ha de ser "el criteri suprem en qüestions econòmiques."
- és responsabilitat de la humanitat crear un orde nacional i internacional que promogui la justícia social, "en el que tota l'activitat econòmica pugui dirigir-se no merament als beneficis privats, sinó que també en interès del bé comú."[7]

També mencionà un missatge radiofònic emès per Pius XII l'1 de juny de 1941, en commemoració al 50è aniversari de Rerum Novarum i reitarà el seu missatge sobre els subjectes del bon ús dels béns materials, el treball i la família.

## Clarificacions i aspectes nous

### El bé comú vist com a equilibri
Mater et Magistra sovint es refereix al bé comú com un desitjable equilibri entre els diferents elements de la societat o de l'economia. Per exemple, un negoci ha d'equilibrar la seva unitat de direcció amb les necessitats dels seus treballadors individuals. El desenvolupament i el progrés a la indústria, a la indústria i al sector serveis ha de ser equilibrat. La llibertat individual i la iniciativa ha d'equilibrar-se amb l'acció necessària de l'autoritat civil, incloent la propietat pública apropiada dels béns, basada en el principi de la subsidiarietat. El progrés econòmic ha d'equilibrar-se amb l'equilibri social, especialment en una disminució de la desigualtat.

### Preocupació especial per l'agricultura
El Papa escriu sobre la dignitat del treball agrícola, amb la granja familiar vista com un ideal. Molta gent abandonà les granges per anar a la ciutat en part a causa del creixement econòmic, però també mostrava la depressió que l'ocupació rural i els estàndards inadequats de la vida rural. El Papa urgia que es prenguessin mesures per restaurar l'equilibri entre el sector agrícola i l'industrial, així com la millora de les instal·lacions i serveis a les zones rurals, de manera "que els estàndards de vida rural siguin tan propers com sigui possible als que gaudeixen els que viuen a les ciutats."
Entre els suggeriments específics s'inclouen:
- desenvolupament de carreteres, comunicacions, aigua de boca, allotjament i escoles a les zones rurals
- assegurar la modernització de les granges a la mateixa escala que la indústria[14]
- fer el seguiment de la gent que abandona les granges a causa de la modernització, i assegurar-se que reben ajuts en ajustar-se als nous tipus de treballs[15]
- considerar les necessitats particulars dels grangers en polítiques de crèdits i en el sistema d'impostos[16]
- assegurar-se que els grangers tenen la mateixa seguretat social que la resta[17]
- elaborar una mena de protecció de preus, que pugui ser enfortida per l'autoritat pública[18]
- establir indústries, especialment a aquelles que es dediquen a la "preservació, procés i transport dels productes agrícoles" a les regions agrícoles[19]
- l'auto-promoció de la comunitat agrícola mitjançant l'educació contínua i la creació d'associacions[20]

El Papa comentava sobre la desproporció existent entre la població i la quantitat de terra laborable, així com sobre els diferents nivells de mètodes agrícoles a les diferents parts del món. Aquests sovint resultaven en sobreexplotació i fam. "... La solidaritat de la raça humana i la germandat cristiana demanen l'eliminació fins al punt que sigui possible d'aquestes discrepàncies."
L'Organització de les Nacions Unides per a l'Agricultura i l'Alimentació (la FAO, segons les seves sigles angleses) és mencionada per la seva tasca en la millora de l'agricultura i la cooperació del desenvolupament internacional.

### Assistència internacional
Mater et Magistra es dirigeix a les necessitats dels països que encara no estan industrialitzats. El Papa Joan reclamà que els països poderosos havien de donar assistència als més pobres. Es requeria "per justícia i humanitat" compartir els excedents de menjar i productes amb les altres nacions amb necessitats. Encara més poderosos són els esforços per proporcionar als ciutadans d'aquelles nacions amb els recursos necessaris i la formació necessària per posar en pràctica mètodes moderns i accelerar el desenvolupament. Aquesta tasca ha de realitzar-se amb el respecte vers les cultures locals i de manera desinteressada, sense l'ànim d'imposar la cultura pròpia o adquirir el control polític.